# Further Films
Further Films — американська незалежна кінокомпанія. Заснована актором Майклом Дугласом 19 листопада 1997 р. Компанія базується у Нью-Йорк, але має офіси в Юніверсал-Сіті, Каліфорнія.

## Фільмографія
- Ніч у барі Мак-Кула (2001)
- Не кажи ні слова (2001)
- Фанатка (2002)
- Вона працює в сім'ї (2003)
- Весільна вечірка (2003)
- Охоронець (2006)
- Гра на виживання (2014)
- Коматозники (2017)
- Ми завжди жили в замку (2018)
- Сестра Ретчед (2020)